# Cattedrale di Santa Sofia (Ocrida)
La cattedrale di Santa Sofia (in macedone Црква Света Софија?, Crkva Sveta Sofija; in albanese Kisha e Shën Sofisë) è la cattedrale ortodossa di Ocrida, in Macedonia del Nord ed è sede dell'eparchia di Debar-Kičevo.

## Storia
La cattedrale fu costruita in una data sconosciuta, tra il 1035 e il 1056, sopra una basilica paleocristiana, che probabilmente fu utilizzata come cattedrale anche quando Samuele I di Bulgaria fece di Ocrida la capitale del suo impero nel 969. Le date di costruzione tradizionalmente indicate corrispondono a quelle del ministero dell'arcivescovo Leone, che avviò i lavori.
Nel XIV secolo, un altro arcivescovo, Gregorio, fece costruire un nartece monumentale, con una galleria e due torri simmetriche. Costruì anche una nuova piazza, molto più grande della precedente.
I Turchi presero il controllo della regione alla fine del XV secolo e trasformarono la cattedrale in una moschea. Mantennero l'edificio intatto, ma coprirono gli affreschi con uno spesso intonaco.
Tra il 1950 e il 1957 è stata condotta una vasta campagna di restauro che ha riguardata in particolare gli affreschi. Nel 1979 l'UNESCO ha riconosciuto Ocrida quale patrimonio dell'umanità.

## Architettura
La cattedrale è un tipico esempio di arte bizantina. Ha tre navate, un transetto, una cupola centrale e gallerie. Anche il nartece del XIV secolo segue i canoni bizantini, ma il suo stile risulta essere più moderno. Presenta un portico e gallerie al livello superiore e sezioni laterali segnate da torri identiche.

## Galleria d'immagini

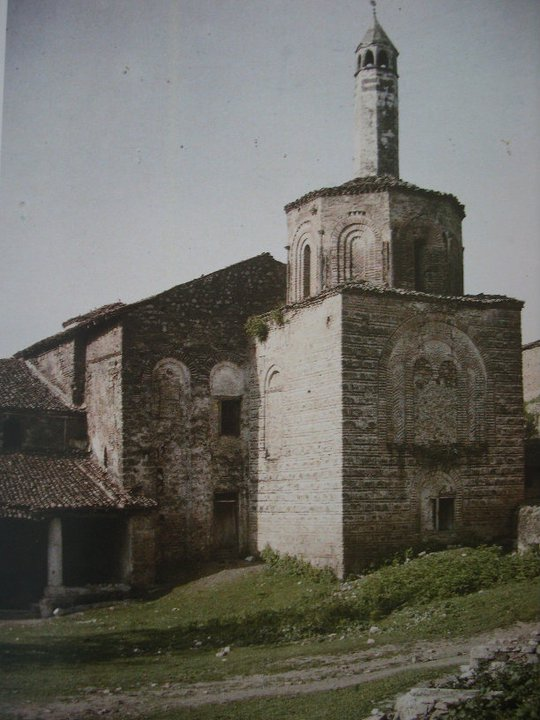
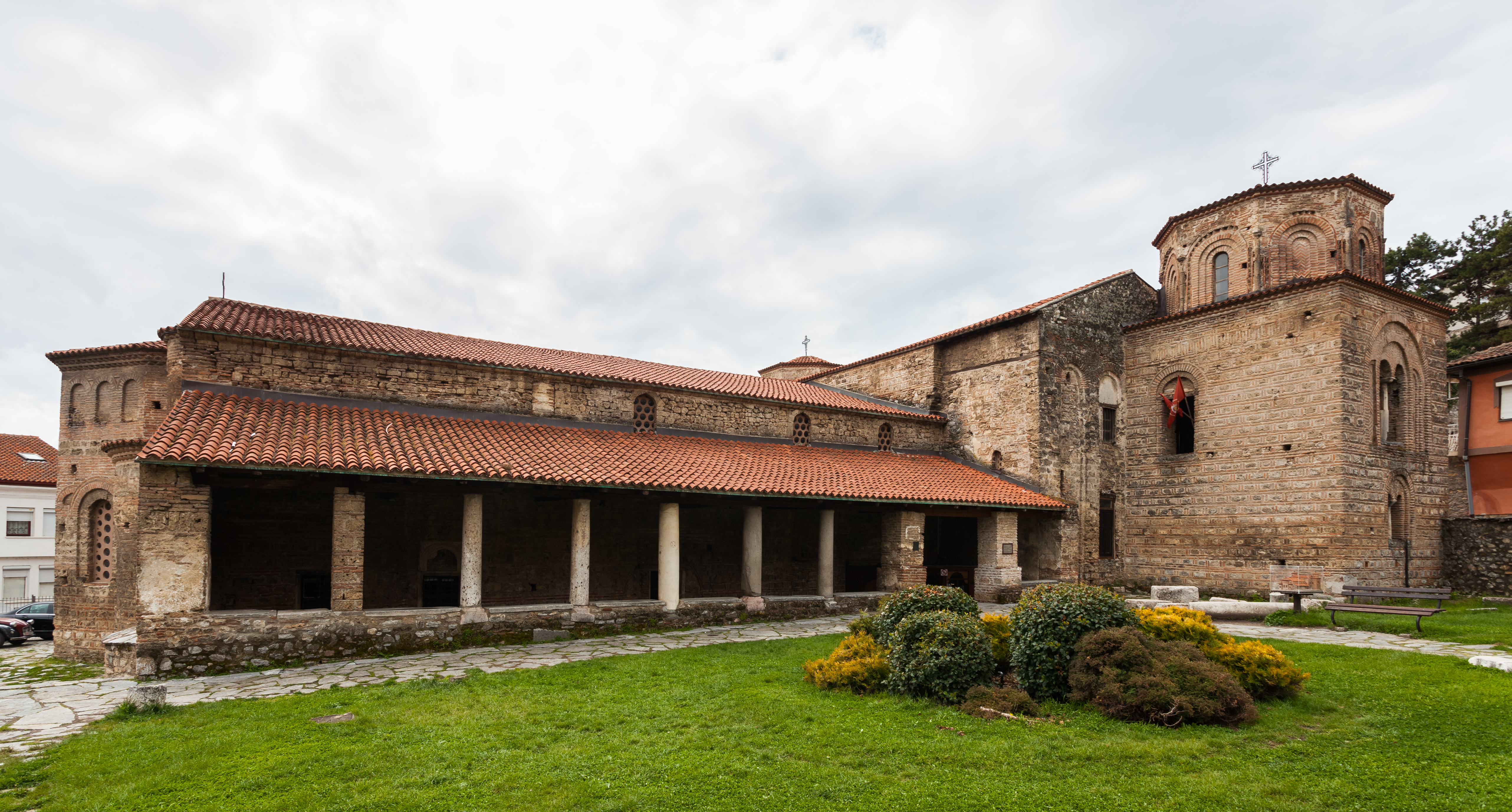
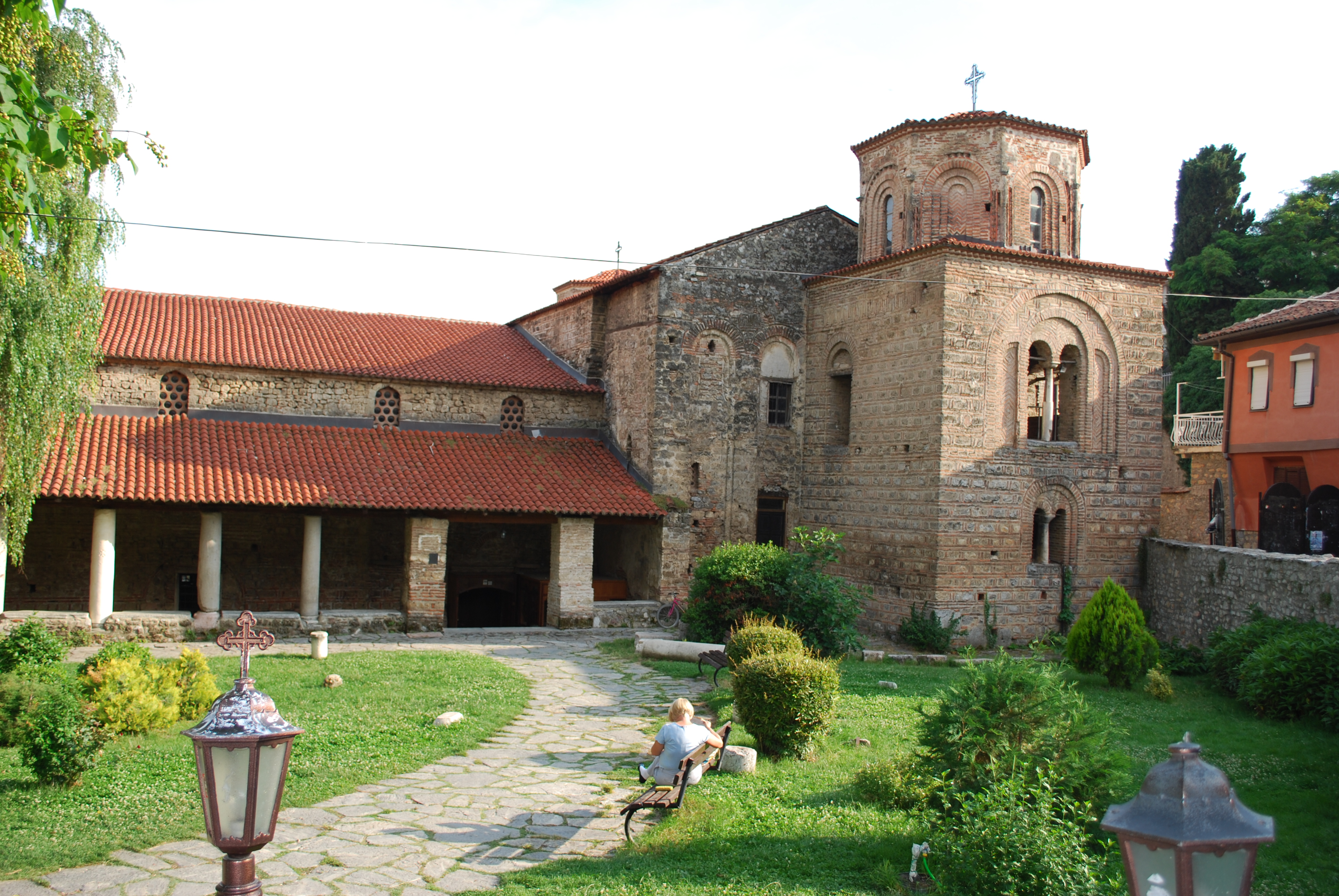
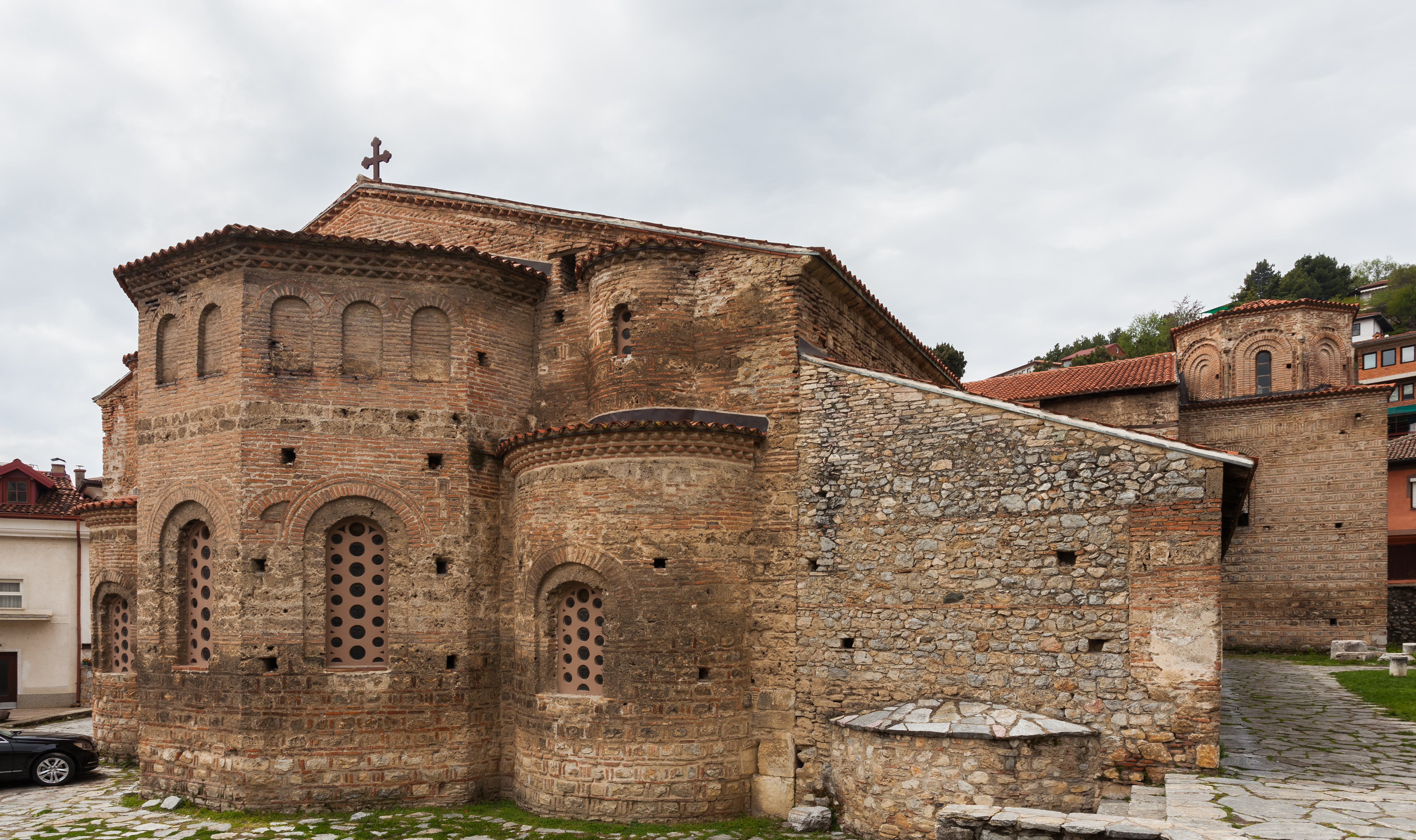
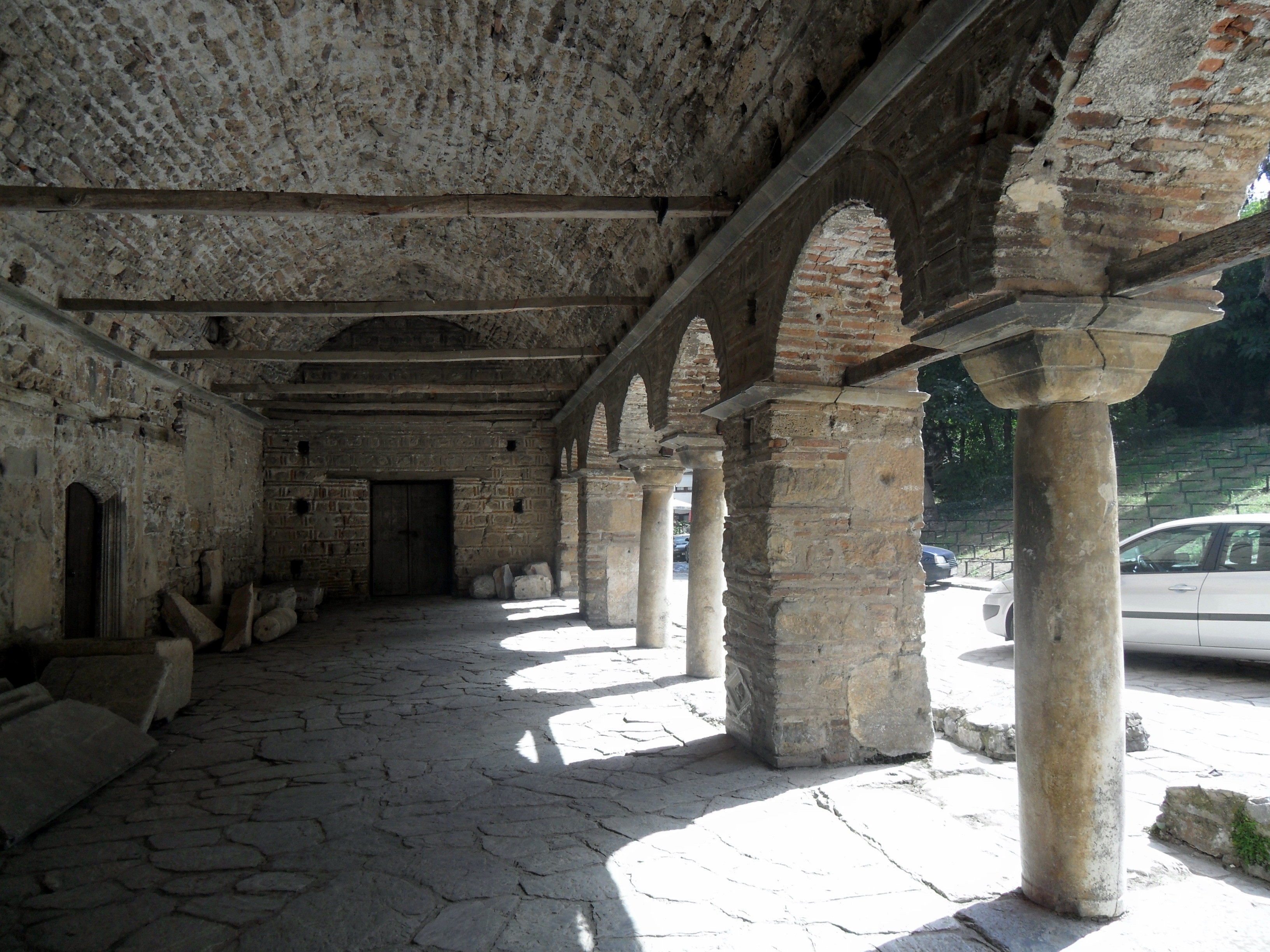
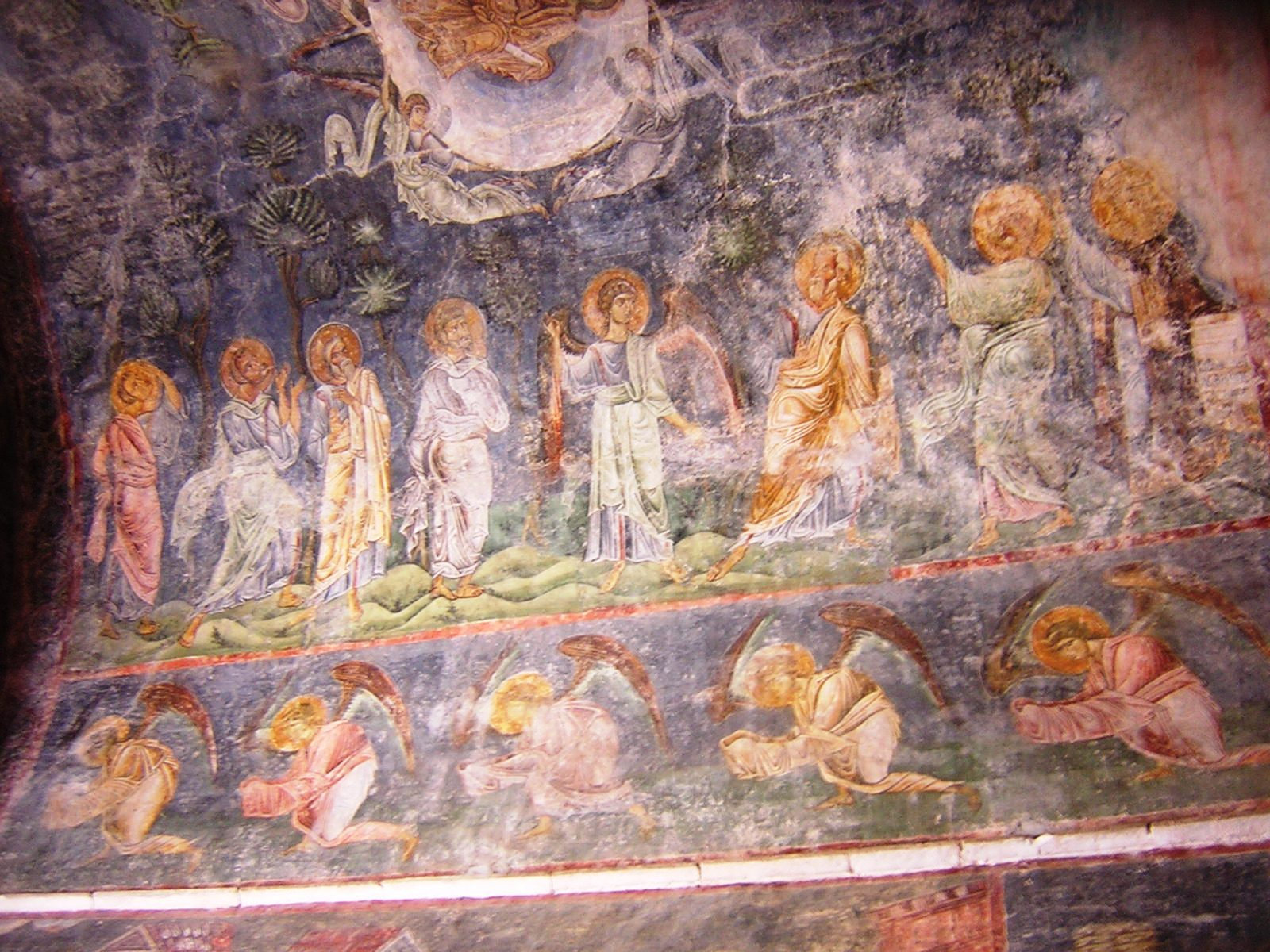